# Graniczna Placówka Kontrolna Przewóz
Graniczna Placówka Kontrolna Straży Granicznej w Przewozie – zlikwidowana graniczna jednostka organizacyjna Straży Granicznej wykonująca kontrolę graniczną osób, towarów i środków transportu bezpośrednio w przejściu granicznym na granicy z Republiką Federalną Niemiec.

## Formowanie i zmiany organizacyjne
Graniczna Placówka Kontrolna Straży Granicznej w Przewozie (GPK SG w Przewozie) została utworzona 20 października 1994 w strukturach Lubuskiego Oddziału Straży Granicznej.
W 2002 w skład Granicznej Placówki Kontrolnej Straży Granicznej kategorii II w Przewozie zostały włączone siły i środki rozwiązanej Strażnicy SG w Przewozie oraz przejęła ochraniany przez strażnicę odcinek granicy państwowej.
Jako Graniczna Placówka Kontrolna Straży Granicznej w Przewozie funkcjonowała do 23 sierpnia 2005 i 24 sierpnia 2005, Ustawą z 22 kwietnia 2005 O zmianie ustawy o Straży Granicznej..., została przekształcona na Placówkę Straży Granicznej w Przewozie (PSG w Przewozie).

### Podległe przejście graniczne
- Przewóz-Podrosche (drogowe)[3].